# Mega-Lite
Mega-Lite ist die Bezeichnung eines Stahlachterbahnmodells des Herstellers Intamin, welches erstmals 2008 ausgeliefert wurde. Die erste Auslieferung ging als Kawasemi im japanischen Tobu Zoo Park in Betrieb.
Die 755 m lange Strecke erreicht eine Höhe von 31 m und verfügt über eine 30 m hohe erste Abfahrt, auf der die Züge eine Höchstgeschwindigkeit von 85 km/h erreichen.

## Züge
Die Mega-Lite-Achterbahnen verfügen über bis zu zwei Züge mit jeweils vier Wagen. In jedem Wagen können vier Personen (zwei Reihen à zwei Personen) Platz nehmen.

## Standorte
| Achterbahn             | Betreiber               | Land                | Eröffnung       |
| ---------------------- | ----------------------- | ------------------- | --------------- |
| Fly Over Mediterranean | Happy Valley (Chengdu)  | Volksrepublik China | 11. Januar 2009 |
| Kawasemi               | Tobu Zoo Park           | Japan               | März 2008       |
| Light Speed            | Visionland              | Volksrepublik China | 6. Juli 2017    |
| Mega-Lite              | Happy Valley (Shanghai) | Volksrepublik China | 16. August 2009 |
| Piraten                | Djurs Sommerland        | Dänemark            | 1. Mai 2008     |